# Finn erdei rénszarvas
A finn erdei rénszarvas (Rangifer tarandus fennicus) az emlősök (Mammalia) osztályának párosujjú patások (Artiodactyla) rendjébe, ezen belül a szarvasfélék (Cervidae) családjába tartozó rénszarvas (Rangifer tarandus) egyik eurázsiai alfaja.

## Előfordulása
A finn erdei rénszarvas előfordulási területe manapság Északnyugat-Oroszországra, főleg Kelet-Karéliára és a finnországi Észak-Karjala, Savolax tartomány és Kainuu régiókra korlátozódik. Azonban a 17. században Finnország legnagyobb részén és egész Nyugat-Oroszországban megtalálható volt. A vadászat, háziasítás és erdőirtás következtében a 19. század végére a kihalás szélére került. A mai állományt 850-3000 fő közöttire becsülik. Az állományának növekedését a szürke farkas visszatérése is nehezíti. 2013 októberében, az Alaska Dispatch kiadása szerint, a háziasított alakjából körülbelül 200 000 példány létezik. A megmaradt vad állomány még mindig vándorol – bár rövid távokon – a finn-orosz határmentén.

## Megjelenése
Ez az egyik legnagyobb rénszarvas alfaj. Az átlagos hossza 180-220 centiméter, farokhossza 10-15 centiméter. A bika a 150-250 kilogrammjával nagyobb a sutánál, amely csak 100 kilogrammos. Nagyobb és nehezebb, mint a vad rénszarvas (Rangifer tarandus tarandus). Mindkét nemnek van agancsa. A hosszabb lábai, a széles patái és a V alakú agancsa elősegítik a nagy hóban, illetve a sűrű erdőben való járáskor.

## Életmódja
A vad rénszarvastól eltérően, a finn erdei rénszarvas a sűrű erdők lakója. Az embert messze elkerüli; a tundrára nemigen merészkedik ki.

## Képek

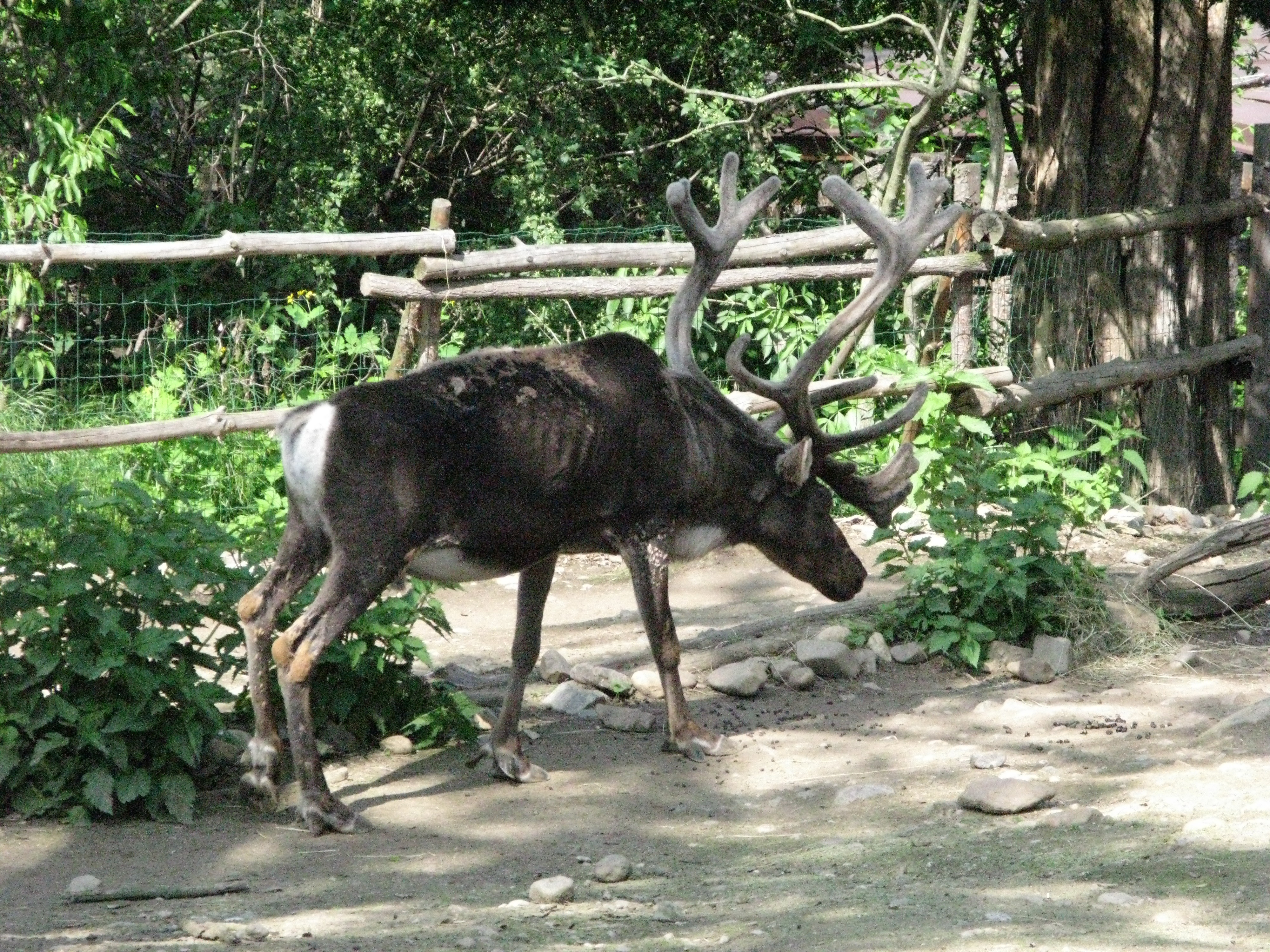
Kifejlett bika
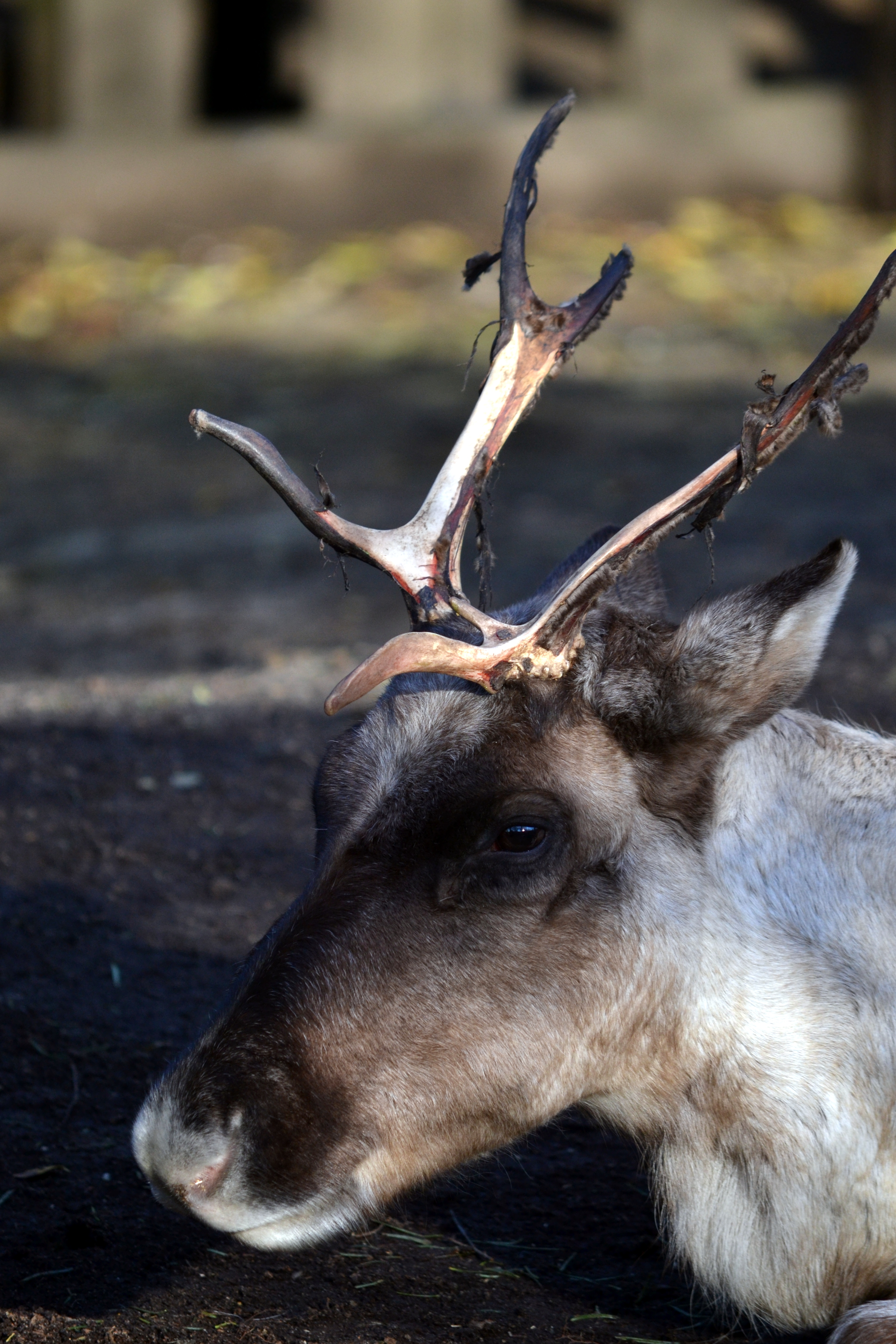
Suta feje és agancsa
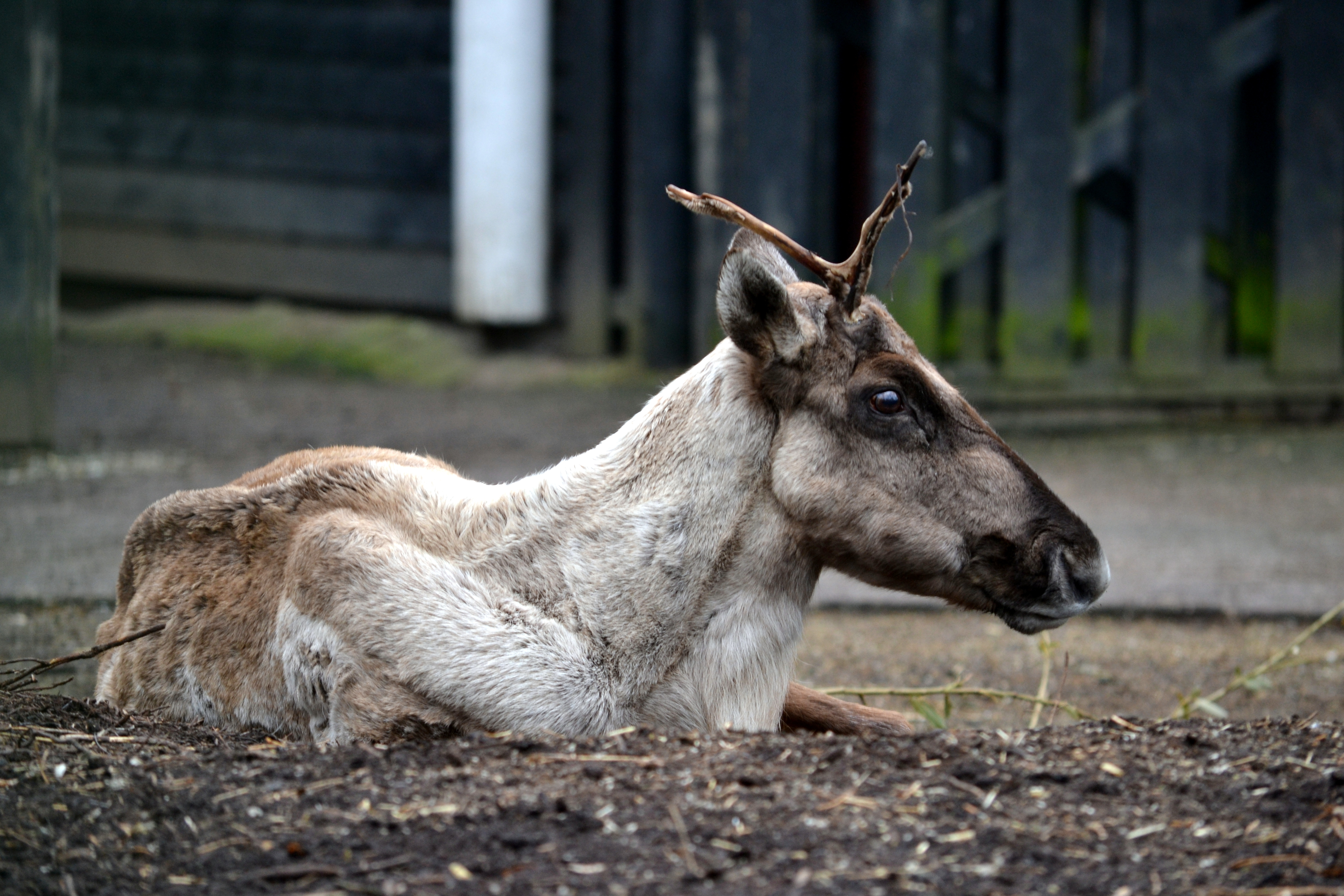
Pihenő suta
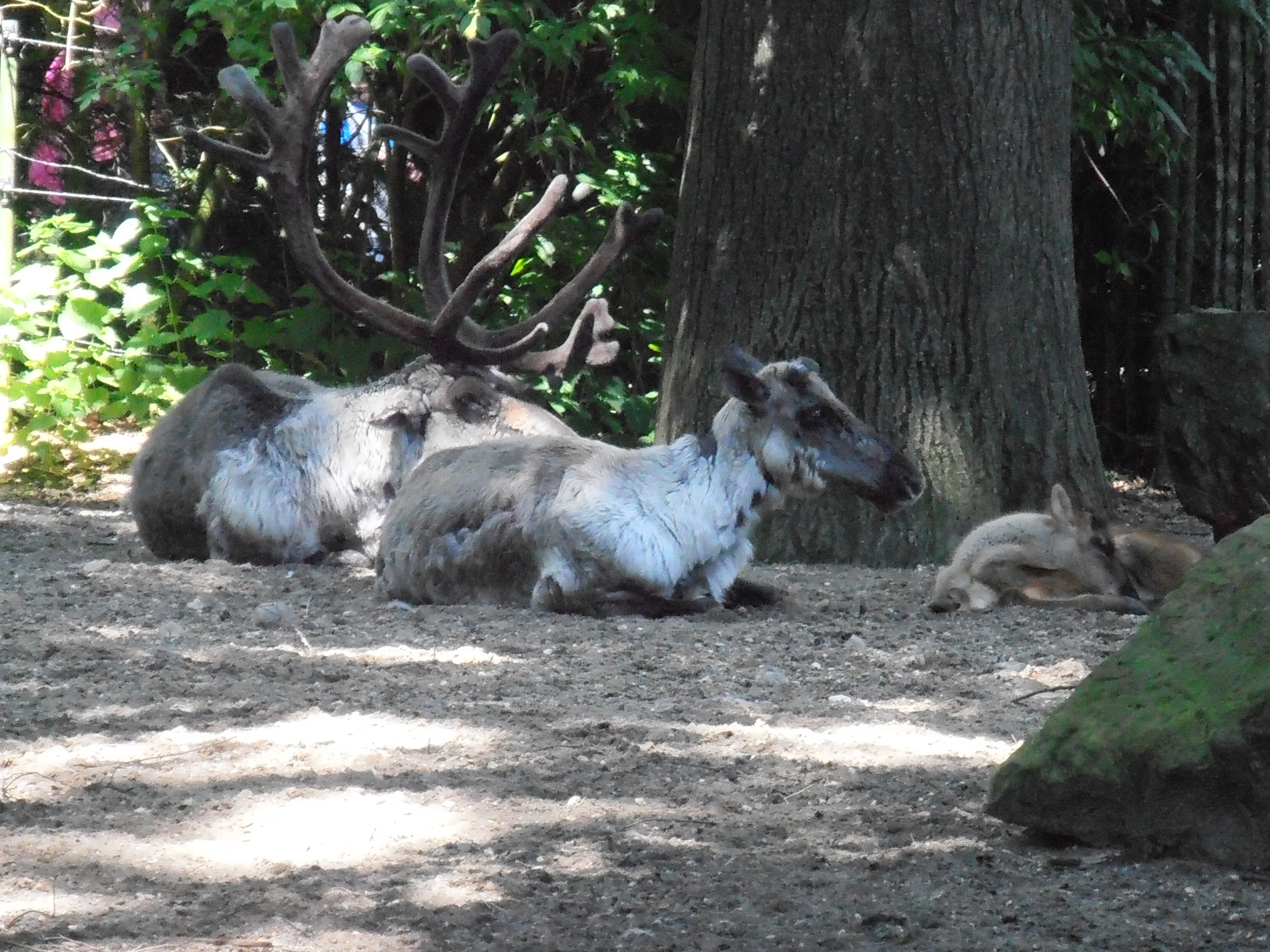
Bika, suta és borjú
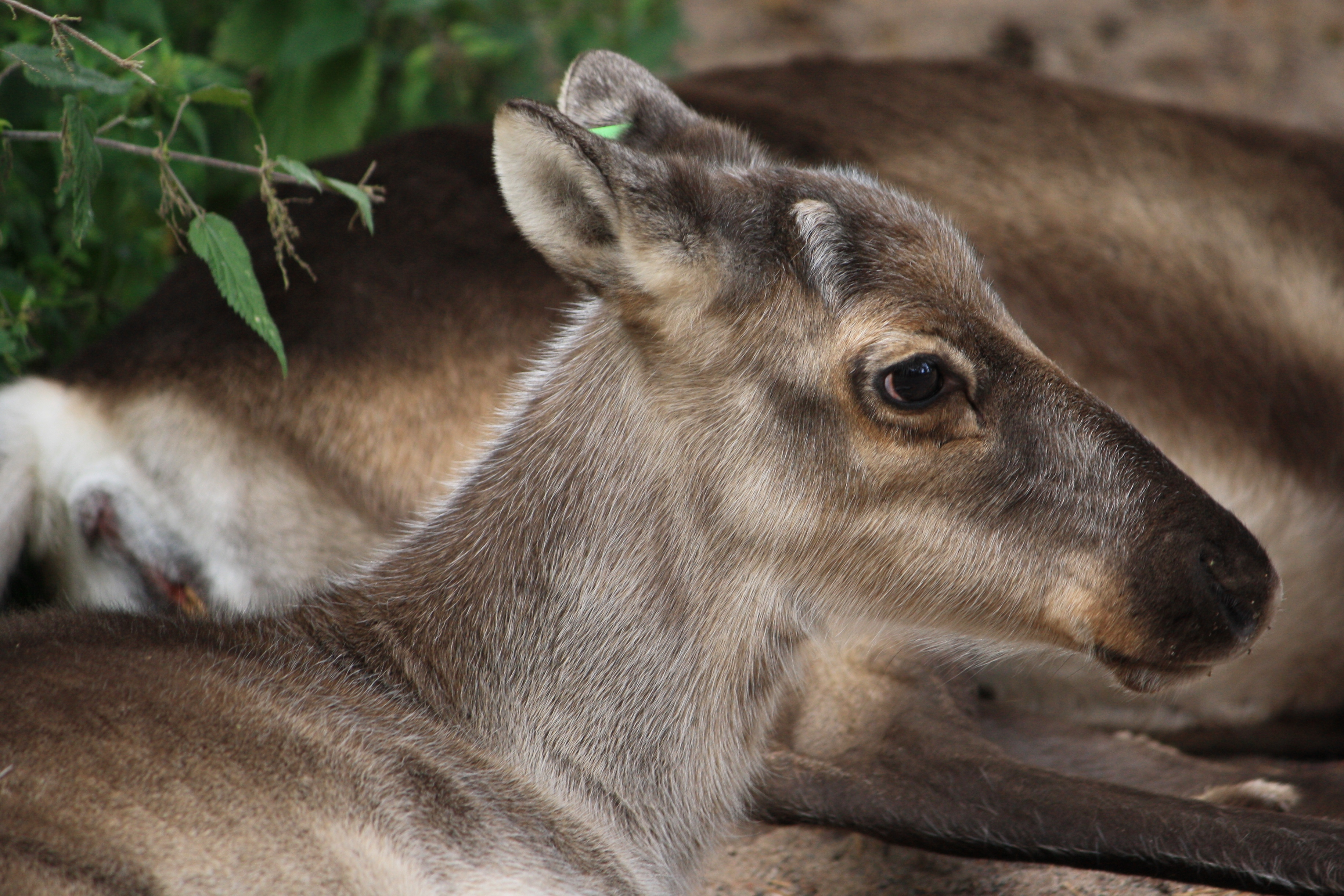
Borjú feje közelről

## Fordítás
- Ez a szócikk részben vagy egészben  a   Finnish forest reindeer című angol Wikipédia-szócikk ezen változatának fordításán alapul.  Az eredeti cikk szerkesztőit annak laptörténete sorolja fel. Ez a jelzés csupán a megfogalmazás eredetét és a szerzői jogokat jelzi, nem szolgál a cikkben szereplő információk forrásmegjelöléseként.